# NGC 5807
NGC 5807 (również PGC 53373) – zwarta galaktyka (C), znajdująca się w gwiazdozbiorze Smoka. Odkrył ją Heinrich Louis d’Arrest 14 września 1866 roku.